# LMV Urbino 1921
L'A.S.D. LMV Urbino 1921 è una società calcistica italiana con sede nella città di Urbino. Milita in Eccellenza, quinta divisione del campionato italiano.
Fondato nel 1921, il club ha disputato due campionati di Serie C semiprofessionistica nel biennio 1945-1947 e 13 campionati nazionali interregionali in periodi differenti; nel 2012 si è fuso con il "Pieve di Cagna Calcio".
Dopo 8 anni di Prima Categoria, e 1 di Promozione, dalla stagione 2020-2021 milita nel campionato marchigiano di Eccellenza.

## Storia
Nella stagione 2010-2011 ha militato nell'Eccellenza ma ha militato per 10 anni in Serie D e per due campionati in Serie C.
Ad epilogo della stagione 2010-2011, arrivata all'ultimo posto in campionato, la società è retrocessa in Promozione.
Poi, la società chiede ed ottiene l'iscrizione alla Prima Categoria.
Nell'anno agonistico 2011-2012 in Prima Categoria Marche girone A chiude all'ultimo posto e
viene retrocessa in Seconda Categoria. L'anno successivo viene annunciata la fusione con la società della frazione comunale Pieve di Cagna che ha perso lo spareggio con la Settempeda per la salita in Promozione.
Mantiene lo stemma originario dell'Urbino Calcio modificando la scritta in Urbino Pieve salvaguardando anche gli storici colori sociali giallo-blu. Nell'estate 2016 cambiano i vertici societari e cambia anche la denominazione in Asd Urbino 1921 oltre lo stemma che torna all'origine con una grande aquila reale che tiene tra le zampe uno scudo. Nell'estate 2020, ottenendo il titolo sportivo della società fanese dell'Atletico Alma, torna a giocare in Eccellenza.

## Colori
I colori sociali dell'Urbino sono il giallo e il blu.

## Allenatori
Alcuni allenatori dell'Urbino sono stati:
- Mario Paradisi
- Gaudenzio Bernasconi
- Antonio Crespi
- Angelo Castronaro

## Palmarès

### Competizioni regionali
- Eccellenza: 1

2002-2003
- Promozione: 1

1984-1985 (girone A)
- Prima Categoria: 2

1966-1967 (girone A), 2018-2019 (girone A)
- Prima Divisione: 1

1942-1943
- Coppa Italia Dilettanti Marche: 1

2002-2003